# 빌리 윌리엄스 (1938년)
빌리 레오 윌리엄스(Billy Leo Williams, 1938년 6월 15일 ~ )는 전직 메이저 리그 베이스볼 (MLB) 선수로, 16 시즌 동안 시카고 컵스에서, 마지막 2년간은 오클랜드 애슬레틱스에서 뛰었다. 통산 타율 .290, 2,711개의 안타, 426 홈런, 1,475타점을 기록했고 1987년에 미국 야구 명예의 전당에 입성했다. 현재 그가 컵스 시절 달고 뛰던 번호 26은 팀 영구 결번으로 지정되어 있다.